# Ceratostigma willmottianum
El plumbago chino (Ceratostigma willmottianum) es una especie de planta medicinal perteneciente a la familia  Plumbaginaceae. Es originaria del oeste de China y del Tíbet.

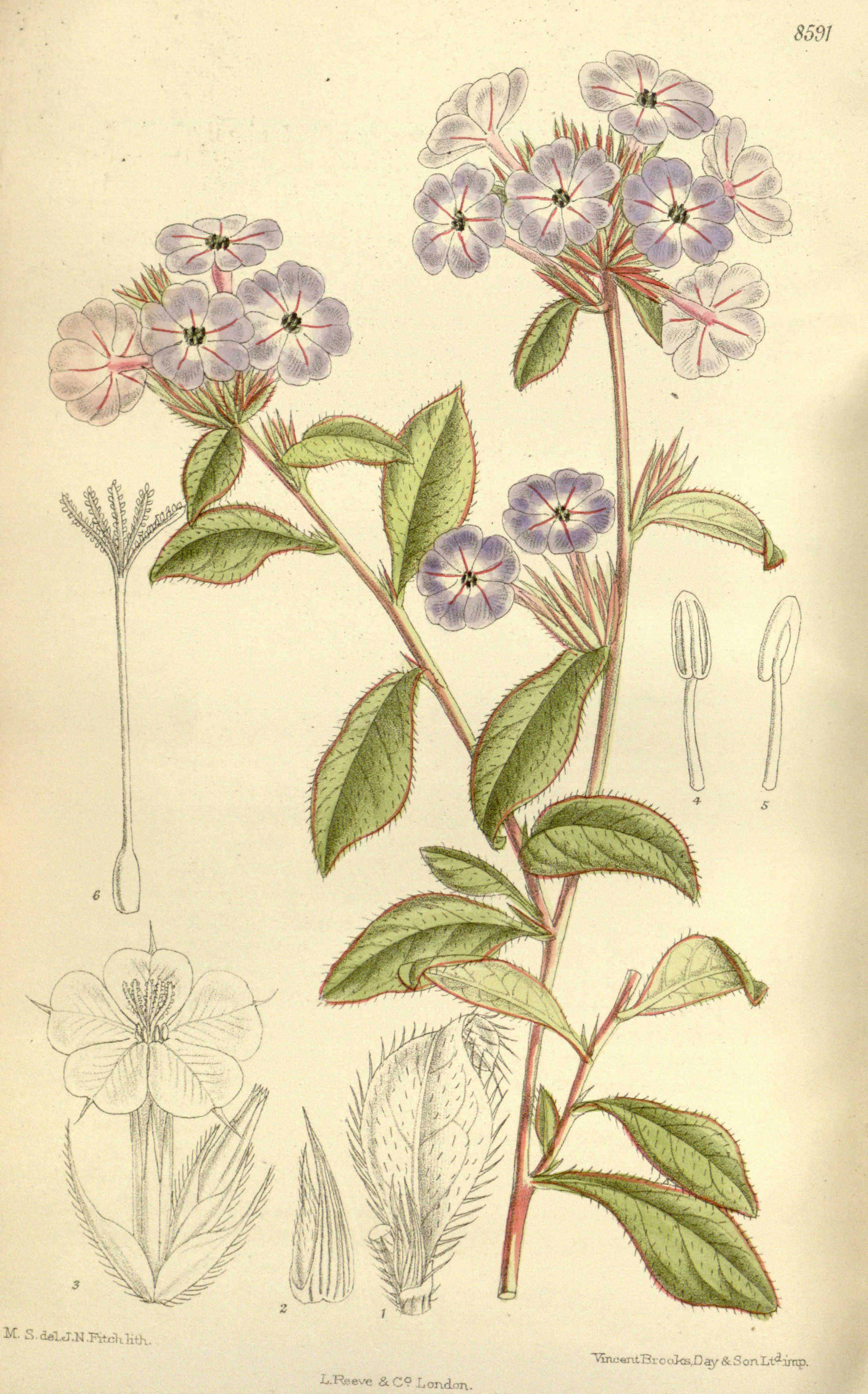
Ilustración

## Descripción
Es una planta ornamental caducifolia arbustiva que alcanza un tamaño de 1 m de altura, con flores de color azul pálido como  plumbago que aparecen en otoño cuando las hojas comienzan a cambiar a color rojo.

## Cultivo
Se reproduce por semillas o por esqueje semi maduro a fines de primavera o mediados de verano.
Quiere suelos muy bien drenados y secos, también arcillosos, silíceos, calizos, arenosos o pedregosos o con tierra de brezal, entre sol y sombra o a pleno sol, con ligera humedad ambiental. Resiste temperaturas muy bajas.
Proteger de vientos salobres. En invierno cortar las ramas viejas o dañadas casi a ras del suelo.

## Fitoquímica
La investigación fitoquímica de Ceratostigma willmottianum para compuestos bioactivos llevó a la identificación de varios compuestos: plumbolactonas A y B, ácido plumbágico, isoshinanolona, epiisoshinanolona, plumbagina, N-trans-cafeoiltiramina, N-trans-feruloiltiramina, miricetina, quercetina, ácido vainillínico, ácido siríngico, ácido cafeico, y 6,7-dihidroxicumarina.

## Taxonomía
Ceratostigma willmottianum fue descrita por Otto Stapf y publicado en Botanical Magazine 140:, pl. 8591. 1914.